# Brevolidia elongata
Brevolidia elongata är en insektsart som beskrevs av Nielson 1991. Brevolidia elongata ingår i släktet Brevolidia och familjen dvärgstritar. Inga underarter finns listade i Catalogue of Life.